# CXCR3
케모카인 수용체 CXCR3은 CXC 케모카인 수용체 계열의 Gαi 단백질 결합 수용체이다. CXCR3의 다른 이름은 G 단백질 결합 수용체 9(GPR9) 및 CD183이다. 인간에는 CXCR3의 세 가지 이소형이 있습니다: CXCR3-A, CXCR3-B 및 케모카인 수용체 3-대체(CXCR3-alt). CXCR3-A는 CXC 케모카인 CXCL9(MIG), CXCL10(IP-10) 및 CXCL11(I-TAC)에 결합하는 반면, CXCR3-B는 CXCL9, CXCL10 및 CXCL11 외에도 CXCL4에도 결합할 수 있다.

## 같이 보기
- 케모카인
- 세포표면항원무리